# Escándalo de Enron
El Escándalo Enron fue un escándalo contable de Enron, una empresa estadounidense de energía con sede en Houston, Texas. Se reveló en octubre de 2001 y condujo a la quiebra a dicha empresa y a la disolución de Arthur Andersen, una de las cinco sociedades de auditoría y contabilidad más grandes del mundo. En su época, fue la reorganización por bancarrota más grande en la historia económica de los Estados Unidos; y además ese fallo en su auditoría también fue bautizado como el mayor nunca visto.
Enron fue formada en 1985 por Kenneth Lay, después de la fusión de Houston Natural Gas e InterNorth. Varios años más tarde, cuando Jeffrey Skilling fue contratado, desarrolló un equipo de ejecutivos que, a través del uso de lagunas de contabilidad, entidades de propósito especial e informes financieros pobres, fueron capaces de esconder miles de millones en deudas de ofertas y proyectos fallidos. El director de finanzas Andrew Fastow y otros ejecutivos no solo engañaron a la junta directiva y al comité auditor de Enron sobre las prácticas contables de alto riesgo, sino también presionaron a Andersen a ignorar los problemas.
Los accionistas perdieron cerca de 11.000 millones de dólares cuando el precio de la acción de Enron, que llegó a un máximo de 90 USD por acción a mediados del año 2000, se desplomó a menos de un dólar a finales de noviembre de 2001. La Securities and Exchange Commission (SEC) comenzó una investigación y su principal competidor Dynegy, ofreció comprar la empresa a precio de saldo. El acuerdo fracasó y, el 2 de diciembre de 2001, Enron se declaró en bancarrota bajo el Capítulo 11 de la Ley de Quiebras de Estados Unidos. Sus activos, valorados en 63.400 millones de dólares, convirtieron la quiebra de Enron en la mayor bancarrota corporativa en la historia de EEUU hasta la quiebra de WorldCom el año siguiente.
Muchos ejecutivos de Enron fueron acusados de una variedad de cargos y fueron, posteriormente, sentenciados a prisión. El auditor de Enron, Arthur Andersen, fue encontrado culpable en una corte de distrito de Estados Unidos; pero, para cuando la Corte Suprema de los Estados Unidos revocó la sentencia, la compañía había perdido a la mayoría de sus clientes y había cerrado. Los empleados y accionistas recibieron devoluciones limitadas en juicios, a pesar de perder miles de millones en pensiones y precios de las acciones. Como consecuencia del escándalo, se promulgaron nuevas regulaciones y leyes para ampliar la exactitud financiera de las compañías cotizadas en bolsa. En particular, la Ley Sarbanes-Oxley expandió las repercusiones por destruir, alterar o fabricar registros en investigaciones federales o por tratar de estafar a los accionistas. La ley también aumentó la responsabilidad de las empresas auditoras de permanecer neutrales e independientes de sus clientes.Fue uno de los mayores escándalos contables de la historia.